# Longenburger Berg
Der Longenburger Berg (auch Longenburgerberg) ist eine Weinlage im Königswinterer Stadtteil Niederdollendorf.
Der Longenburger Berg ist Teil des Weinbaubereichs Bereich Siebengebirge der Großlage Petersberg des Anbaugebietes Mittelrhein und liegt im deutschen Bundesland Nordrhein-Westfalen. Die Lage hat eine Größe von 3,5 Hektar. und liegt am nordwestlichen Abhang des Petersberges, der auch Kellerberg bezeichnet wird und weist einen sandigen Lehmboden auf. Sie ist zurzeit nicht bestockt. Der Longenburger Berg ist nach der ehemaligen Longenburg benannt.